# Pressemeddelelse
 Der er for få eller ingen kildehenvisninger i denne artikel, hvilket er et problem. Du kan hjælpe ved at angive troværdige kilder til de påstande, som fremføres i artiklen.

En pressemeddelelse er en kort artikel eller meddelelse, der sendes ud til pressen, f.eks. det lokale dagblad eller store aviser, radio, tv-stationer osv.
En pressemeddelelse bruges som appetitvækker for journalisterne, og finder de pressemeddelelsen interessant, bringes nyheden i det pågældende blad, TV- eller radiostation. Dette er til fordel for begge parter; mediet de får nyheden uden selv at skulle opsøge historien, mens virksomheder, sportsfolk, politikere e.l. får omtale. Pressemeddelelsen er ofte subjektiv i retning af afsenderens ønsker og kan således ikke sammenlignes med en egentlig nyhedsartikel. 
Pressemeddelelser udsendes dagligt til medier og benyttes i stigende grad som decideret markedsføring. Kommunikationsbureauer og journalister specialiserer sig i at udarbejde pressemeddelelser og efterfølgende udsende dem til relevante medier. Distributionen af pressemeddelelser via e-mail sker som regel via særlige kanaler, eksempelvis har Ritzau en pressemeddelelsestjeneste. Man kan som enkeltperson i en virksomhed også sende pressemeddelelser ud om virksomheden, ved at skrive en kort pressemeddelelse og sende den ind til relevante medier. Mange har dog brug for tips til at skrive en pressemeddelelse, som medierne har lyst til at bruge. Hvis man har styr på, hvordan man bedst pitcher en pressemeddelelse til et medie, er der større chance for at man får pressemeddelelsen igennem.